# جورج روبرت هنتر
جورج روبرت هنتر (بالإنجليزية: George Robert Hunter)‏ هو سياسي نيوزلندي، ولد في 1884، وتوفي في 23 أكتوبر 1949 في نيوزيلندا. حزبياً، نشط في حزب العمال النيوزيلندي.